# Middleton (Tennessee)
Middleton is een plaats (city) in de Amerikaanse staat Tennessee, en valt bestuurlijk gezien onder Hardeman County.

## Demografie
Bij de volkstelling in 2000 werd het aantal inwoners vastgesteld op 602.
In 2006 is het aantal inwoners door het United States Census Bureau geschat op 621, een stijging van 19 (3,2%).

## Geografie
Volgens het United States Census Bureau beslaat de plaats een oppervlakte van
4,8 km², geheel bestaande uit land. Middleton ligt op ongeveer 127 m boven zeeniveau.

## Plaatsen in de nabije omgeving
De onderstaande figuur toont nabijgelegen plaatsen in een straal van 24 km rond Middleton.

## Geboren
- Jim Stewart (1930-2022), producer en platenbaas